# Nieuw-Guinese kappitta
De Nieuw-Guinese kappitta (Pitta novaeguineae) is een vogelsoort uit de familie van pitta's (Pittidae). 

## Verspreiding en leefgebied
Deze soort komt voor op Nieuw-Guinea en omliggende eilanden en telt drie ondersoorten:
- P. n. novaeguineae: Nieuw-Guinea, Raja Ampat-eilanden, Karkar.
- P. n. goodfellow: Aru-eilanden.
- P. n. mefoorana: Numfor.

## Status
De grootte van de populatie is niet gekwantificeerd maar de soort wordt omschreven als algemeen en wijdverspreid. Op de Rode lijst van de IUCN heeft deze soort de status niet bedreigd.